# Jim Gaffigan
James Christopher "Jim" Gaffigan, född 7 juli 1966 i Elgin, Illinois, är en amerikansk ståuppkomiker, skådespelare, manusförfattare och producent från Chesterton, Indiana, USA.

## Filmografi (i urval)
- 1997–1999 – Random Play (TV-serie)
- 2000 – Endsville
- 2000 – Three's a Crowd
- 2001 – Final
- 2002 – No Sleep 'til Madison
- 2002 – Hacks
- 2003–2004 – That 70s Show (TV-serie)
- 2004 – Bad Apple
- 2005 – The Great New Wonderful
- 2006 – Stephanie Daley
- 2007 – The Living Wake
- 2008 – Duane Incarnate
- 2008 – The Love Guru
- 2008 – Shoot First and Pray You Live (Because Luck Has Nothing to Do with It)
- 2009 – Away We Go
- 2010 – Going the Distance
- 2010 – It's Kind of a Funny Story
- 2011 – Salvation Boulevard
- 2012 – Howard Cantour.com
- 2012 – Love Sick Love
- 2013 – Kilimanjaro
- 2015 – Walter
- 2015 – Hot Pursuit
- 2015 – Experimenter
- 2015 – Staten Island Summer
- 2015–2016 – The Jim Gaffigan Show (TV-serie)
- 2016 – The Bleeder
- 2017 – Chappaquiddick
- 2018 – Being Frank
- 2018 – Hotell Transylvanien 3: En monstersemester (röst)
- 2019 – Troop Zero
- 2019 – The Day Shall Come
- 2020 – Tesla
- 2021 – Luca (röst)

## Diskografi
- 2004 – The Last Supper